# Richard Cleire
Richard Cleire MAfr (* 28. Oktober 1900 in Antwerpen, Belgien; † 8. Januar 1968) war ein belgischer Ordensgeistlicher und römisch-katholischer Bischof von Kasongo.

## Leben
Richard Cleire trat der Ordensgemeinschaft der Weißen Väter bei und empfing am 29. Juni 1926 das Sakrament der Priesterweihe. 
Am 14. Dezember 1944 ernannte ihn Papst Pius XII. zum Titularbischof von Claudiopolis in Isauria und zum Apostolischen Vikar von Kivu. Der Apostolische Delegat in Belgisch-Kongo, Erzbischof Giovanni Battista Dellepiane, spendete ihm am 4. März 1945 die Bischofsweihe; Mitkonsekratoren waren der Apostolische Vikar von Bunia, Alphonse Joseph Matthijsen MAfr, und der Apostolische Vikar von Baudouinville, Urbain Etienne Morlion MAfr.
Pius XII. ernannte ihn am 10. Januar 1952 zum ersten Apostolischen Vikar von Kasongo. Richard Cleire wurde am 10. November 1959 infolge der Erhebung des Apostolischen Vikariats Kasongo zum Bistum erster Bischof von Kasongo. Am 5. April 1963 nahm Papst Johannes XXIII. das von Cleire vorgebrachte Rücktrittsgesuch an und bestellte ihn zum Titularbischof von Tadamata.
Cleire nahm an allen vier Sitzungsperioden des Zweiten Vatikanischen Konzils teil.